# Staraja Porubiożka
Staraja Porubiożka (ros. Старая Порубёжка) – wieś (sieło) w Rosji, w obwodzie saratowskim, w rejonie pugaczowskim. W 2010 liczyła 1250 mieszkańców.